# Habrotrocha roeperi
Habrotrocha roeperi is een raderdiertjessoort uit de familie Habrotrochidae. De wetenschappelijke naam van deze soort is voor het eerst geldig gepubliceerd in 1889 door Milne.